# Microterys mazzinini
Microterys mazzinini är en stekelart som beskrevs av Girault 1917. Microterys mazzinini ingår i släktet Microterys och familjen sköldlussteklar. Inga underarter finns listade i Catalogue of Life.